# Нижнематрёнские Выселки
Нижнематрёнские Вы́селки — деревня в Добринском районе Липецкой области России. Входит в Дуровский сельсовет.

## География
Деревня расположена на левом берегу реки Матрёнка. На противоположном берегу реки — Дурово.

## История
Основана переселенцами из села Нижняя Матрёнка.

## Население
| 2010 |
| ---- |
| 13   |